# 이순원 (배우)
이순원(1983년 2월 19일 ~ )은 대한민국의 배우이다.

## 학력
- 청주대학교 연극과 학사

## 출연작

### 드라마
- 2016년 OCN 주말드라마 《동네의 영웅》 - 한준희 역
- 2016년 SBS 단막극 《나청렴의원 납치사건》 - 용역깡패 1 역
- 2016년 tvN 금토드라마 《THE K2》 - 서 팀장 역
- 2017년 MBC 월화드라마 《역적 : 백성을 훔친 도적》
- 2017년 OCN 주말드라마 《듀얼》 - 이 팀장 역
- 2018년 tvN 주말드라마 《라이브》 - 반종민 경사 역
- 2018년 tvN 주말드라마 《미스터 션샤인》
- 2019년 SBS 금토드라마 《녹두꽃》 - 김문현 역
- 2019년 JTBC 금토드라마 《보좌관 - 세상을 움직이는 사람들》 - 이형사 역
- 2019년 OCN 수목드라마 《미스터 기간제》 - 박원석 역
- 2019년 JTBC 월화드라마 《보좌관 - 세상을 움직이는 사람들 시즌2》 - 이형배 역
- 2019년 tvN 단막극 《드라마 스테이지 - 빅데이터 연애》 - 박상훈 역
- 2020년 OCN 토일드라마 《써치》 - 천민재 역
- 2020년 SBS 금토드라마 《날아라 개천용》 - 김귀현 역
- 2023년 Netflix 오리지널 드라마 《택배기사》
- 2023년 KBS2 월화드라마 《혼례대첩》 - 박복기 역
- 2024년 JTBC 수목드라마 《비밀은 없어》 - 혁진 역 (특별출연)
- 2024년 KBS2 단막극 《드라마 스페셜 - 사관은 논한다》 - 폐세자 역
- 2025년 디즈니+ 《파인: 촌뜨기들》 - 복싱 체육관 관장 역

### 영화
- 《히트맨 2》 (2025년) - 차용출 역 (국정원 차장)
- 《아마존 활명수》 (2024년) - 정환 역
- 《오픈 더 도어》 (2023년) - 문석 역
- 《육사오》 (2022년) - 최승일 역
- 《선데이리그》 (2022년) - 박씨 역
- 《나만 보이니》 (2021년) - 영식 역
- 《우상》 (2019년) -  교도소 간수 역
- 《기억의 밤》 (2017년) - 의문남 2 역
- 《대장 김창수》 (2017년) - 천종수 역
- 《조작된 도시》 (2017년) - 갈치 역
- 《마스터》 (2016년) - 지능범죄수사대 팀원 1 역
- 《고리》 (2013년)

### 연극
- 《링위의 가족》 (2015년) - 아빠 역
- 《속살》 (2015년) - 상준 역
- 《연애해도 괜찮아》 (2015년) - 정호 역
- 《연애의 목적》 (2014년) - 이대로 역
- 《우리결혼할까요》 (2013년) - 허풍 역
- 《러브 액츄얼리》 (2012년) - 철민 역
- 《코미디 넘버원》 (2012년) - 멀티 역
- 《스캔들》 (2012년) - 우진 역
- 《대디》 (2010년) - 데이비드 역
- 《드라마 만들기》 (2010년) - 주진창 역
- 《해피투게더》 (2009년) - 달구 역
- 《코믹쇼 로미오＆줄리엣 시즌 2》 (2008년) - 로미오 역
- 《플리즈》 (2008년) - 김성기 역
- 《그남자 그여자》 (2008년) - 영훈 역